# Никола Мифитишев
Никола Мифитишев е български духовник и революционер.

## Биография
Никола Мифитишев е роден през 1890 година в Горна Оряховица. През 1906 – 1907 година учи за свещеник в Бачковския манастир, но се свързва с македонски бунтовници и става четник в Македония. Завърнал се в България, постъпва в железопътна школа и е назначен на работа на гара Червен бряг. Заради активно участие в железничарската стачка през 1920 г. е уволнен. Тогава става свещеник в село Радомирци, Луковитско, а през 1926 г. врачанският митрополит Паисий го назначава за свещеник в Кунино, Врачанско.
В Кунино отец Мифитишев развива активна църковна дейност, преподава вероучение в основното училище, организира църковен хор, председател е на селското читалище. Воюва за чист и непорочен живот – проучва дали в селото има незаконно живеещи двойки, води ги на отчет, задължава ги да се венчаят, а при отказ ги предава в общината за санкции. През 1945 г. е осъден от т.нар. „Народен съд“ на година и половина затвор.
Никола Мифитишев умира през 1954 година. Той има син – Крум Мифитишев, който преподава музика във Висшия институт за физическо възпитание и спорт, и дъщеря – Мирослава Мифитишева, която се жени за офицера от Държавна сигурност Кирил Величков.